# Szabó Zoltán (nyelvész)
Szabó Zoltán (Hosszúaszó, 1927. február 18. – Kolozsvár, 2007. június 19.) romániai magyar nyelvész.

## Életpályája
1927. február 18-án a Küküllő megyei Hosszúaszón született. Egyetemi tanulmányait Kolozsvárott végezte 1948–1952-ben. 1951–1971 között a kolozsvári egyetemen előbb gyakornok, tanársegéd, majd adjunktus, docens, 1971-től egyetemi tanár volt. 1958-ban kandidátusi fokozatot szerzett.
A kolozsvári Babeș–Bolyai Tudományegyetem nyelvészprofesszora volt, emellett igazi vándortanárként előbb Miskolcon, a Miskolci Egyetemen, később Pécsett, a Pécsi Tudományegyetemen oktatott. Majd a budapesti Eötvös Loránd Tudományegyetem Bölcsészkarának Alkalmazott Nyelvészeti Tanszékének lett állandó vendégmunkatársa. 1961–1968 között a Marosvásárhelyi Tanárképző Főiskola Magyar Nyelv és Irodalom Tanszékét foglalta el. A bukaresti egyetemen is oktatott 1968–1978 között.
1977-től a Nemzetközi Magyar Filológia Társaság tagja volt. 1966-ban a Társaság IV., római kongresszusán munkásságát Lotz-emlékéremmel jutalmazta. 1984-től a Román Akadémia folyóiratának, a Nyelv- és Irodalomtudományi Közlemények (NyIrK) főszerkesztője lett.
A Babeş–Bolyai Tudományegyetem Magyar és Általános Nyelvészeti Tanszékére hagyta könyvtárát, amely 894 kötetből áll. A magyar nyelvű könyvek mellett nagyszámú külföldi szakkönyvet is tartalmaz. Továbbá 25 címből álló magyar és idegen nyelvű folyóirat-gyűjteményét is a Tanszékre hagyta, ill. kéziratahagyatékának egy része is oda került.
2007. június 19-én hunyt el, 2007. június 22-én vettek búcsút tőle Kolozsváron a Kismező utcai temetőben.

## Munkássága
Pályafutását a magyar nyelvjárástan és nyelvtörténet oktatásával kezdte, később érdeklődése a magyar irodalmi nyelv története felé fordult, de foglalkozott a magyar és a román nyelv kölcsönhatásaival is. Stíluselmélettel, -történettel, szövegnyelvészettel, stilisztikával foglalkozott. A nemzetközi nyelvészeti kutatási irányokban mindig jártas volt és lépést tartott ezekkel az új kutatásokkal. Az alkalmazott stilisztika új tudományának kiművelője volt.

### Művei
- A háromszéki o-zás történetéből, Cluj, Akad., 1960
- Petőfi és Arany népi realizmusának főbb stílusjegyeiről, Cluj, Akad., 1964
- A kalotaszegi nyelvjárás igeképző-rendszere; Akadémiai, Bp., 1965 (Nyelvtudományi értekezések)
- A magyar igei aspektus kérdéséhez, Kolozsvár, Akad., 1966
- Megjegyzések Csokonai stílusáról, Cluj, Akad., 1966
- Megjegyzések József Attila stílusáról, Cluj, Akad., 1966
- A képzők leíró vizsgálatának néhány lehetőségérőé, Cluj, Akad., 1967
- A magyar irodalmi nyelv történetének korszakolásától, Cluj, Akad., 1967
- Kis magyar stilisztika (Bartha Jánossal, Horváth Tiborral és J. Nagy Máriával) Bukarest, Irodalmi Kiadó, 1968
- Kis magyar stílustörténet; Kriterion, Bukarest, 1970
- Péntek János–Szabó Zoltán–Teiszler Pál: A nyelv világa. Nyelvről, nyelvtudományról mindenkinek; Dacia, Kolozsvár, 1972
- Tanulmányok a magyar impresszionista stílusról; szerk. Szabó Zoltán; Kriterion, Bukarest, 1976
- A mai stilisztika nyelvelméleti alapjai, Kolozsvár-Napoca, Dacia Könyvkiadó, 1977
- A szövegvizsgálat új útjai. Tanulmányok; szerk. Szabó Zoltán; Kriterion, Bukarest, 1982
- Kis magyar stílustörténet, Budapest, Tankönyvkiadó, 1982
- Szövegnyelvészet és stilisztika; Tankönyvkiadó, Bp., 1988
- Tanulmányok nyelvről, irodalomról; szerk. Szabó Zoltán; Babeş-Bolyai Tudományegyetem, Kolozsvár, 1992
- A magyar szépírói stílus történetének fő irányai. Egyetemi tankönyv; Corvina, Bp., 1998 (Egyetemi könyvtár)
- "Arany-alapra arannyal". Tanulmányok a magyar irodalmi szecesszió stílusáról; szerk. Szabó Zoltán; Tinta, Bp., 2002